# Don't You Want Me (canción de Felix)
«Don't You Want Me» es una canción de música dance o electrónica grabada por el DJ y productor británico Francis Wright, más conocido por su seudónimo, Felix. Fue lanzada como el primer sencillo de su álbum #1 a finales de 1991. Esta canción está considerada como el tema que provocó la explosión del género hardbag. Fue relanzada de nuevo en 1995 y 1996 en versión remix.
En 2021, la canción recibió un remake realizado por el propio Felix en colaboración con Timmy Trumpet, lanzado a través de  Armada Music.

## Canciones
Los distintos sencillos del mercado contenían los siguientes temas:
| 12" maxisencillo 1. «Don't You Want Me» (hooj mix) – 5:58 2. «Don't You Want Me» (red Jerry's holiday mix) – 4:39 3. «Don't You Want Me» (fierce mix) – 5:07 12" maxisencillo 1. «Don't You Want Me» (hooj mix) – 5:58 2. «Don't You Want Me» (original) – 4:43 3. «Yes You Do» – 4:47 7" sencillo / Sencillo en CD 1. «Don't You Want Me» (hooj mix edit) – 3:11 2. «Don't You Want Me» (original mix) – 4:53 CD maxisencillo 1. «Don't You Want Me» (hooj mix edit) – 3:11 2. «Don't You Want Me» (hooj mix) – 5:58 3. «Don't You Want Me» (red Jerry's holiday mix) – 4:39 4. «Don't You Want Me» (fierce mix) – 5:07 CD maxisencillo 1. «Don't You Want Me» (hooj mix edit) – 3:11 2. «Don't You Want Me» (hooj mix) – 5:58 3. «Don't You Want Me» (original mix) – 4:53 4. «Don't You Want Me» (red Jerry's holiday mix) – 4:40 5. «Don't You Want Me» (fierce mix) – 5:06 | Casete 1. «Don't You Want Me» (hooj Mix edit) 2. «Don't You Want Me» (original mix) 3. «Don't You Want Me» (hooj Mix edit) 4. «Don't You Want Me» (original mix) CD maxi - 1995 remixes 1. «Don't You Want Me» (Patrick Prins remix edit) – 3:23 2. «Don't You Want Me» (hooj mix edit) – 3:11 3. «Don't You Want Me» (Patrick Prins remix) – 6:17 4. «Don't You Want Me» (hooj mix) – 5:53 5. «Don't You Want Me» (DJ Professor mix) – 7:54 6. «Don't You Want Me» (candy girls remix) – 7:30 12" maxi - 1995 remixes 1. «Don't You Want Me» (Patrick Prins remix) – 6:17 2. «Don't You Want Me» (candy girls remix) – 7:30 3. «Don't You Want Me» (hooj mix) – 5:53 4. «Don't You Want Me» (DJ Professor mix) – 7:54 CD maxi - 1996 remixes 1. «Don't You Want Me» (remix '96 Pugilist mix) – 3:40 2. «Stars» (Felix mix edit) – 3:37 3. «It Will Make Me Crazy» (big mix edit) – 3:52 4. «Don't You Want Me» (hooj mix) – 5:58 |

- Datos: Q7883646